# 2raumwohnung

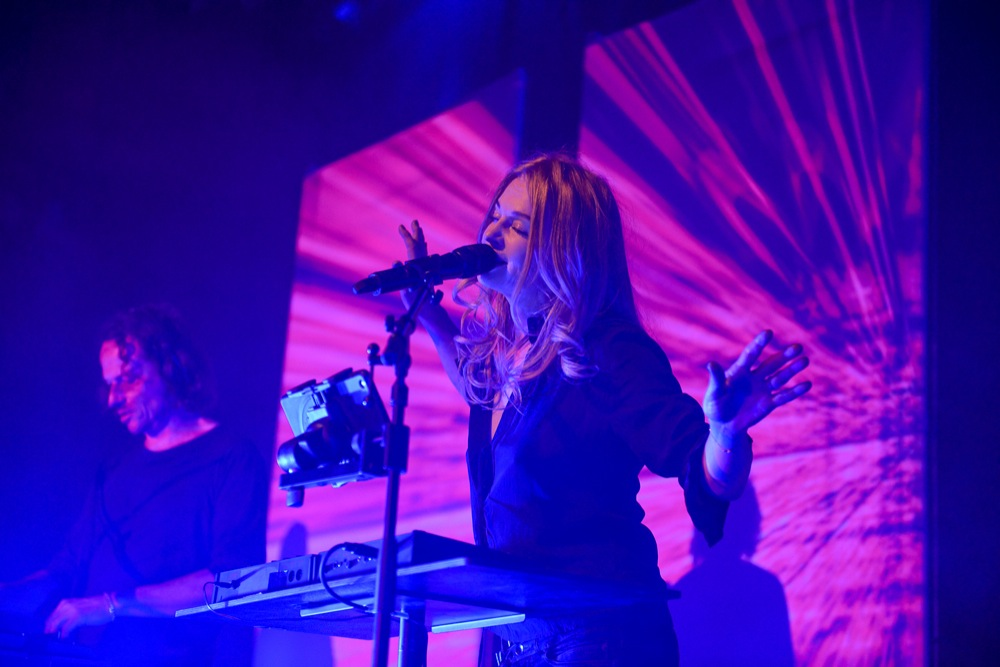
2raumwohnung - Darmstadt 2014

2raumwohnung – niemiecki zespół muzyczny. Powstał w 2000 roku w Berlinie. 
Założycielami grupy są Inga Humpe i Tommi Eckart.

## Dyskografia
- 2001: Kommt zusammen
- 2002: Kommt zusammen (Remix-Album)
- 2002: In wirklich
- 2004: Es wird morgen
- 2005: Melancholisch schön
- 2007: 36 Grad
- 2009: Lasso
- 2013: Achtung fertig